# Théorie de la compensation
La théorie de la compensation existe de deux points de vue : anthropologique et économique.
Anthropologiquement parlant, l'expression vient du primatologue Tetsurō Matsuzawa qui a estimé, après étude du comportement social des chimpanzés, que lorsque nous développons une faculté particulière telle une meilleure mémoire immédiate, nous devons nécessairement subir l'affaiblissement d'une autre pour atteindre un équilibre particulier et différent chez chaque être humain. C'est l'hypothèse du compromis cognitif.